# コン・ヒョンジュ
コン・ヒョンジュ（공 현주、1984年1月7日 - ）は、大韓民国出身のモデル兼女優。

## 経歴
本貫は曲阜孔氏である。2001年、SBSスーパーモデル選抜大会シナボンコリア（4位）となり、芸能界に入った。この大会同期生であるハン・イェスルとハン・ジヘらも彼女と同じく俳優となった。
KBS『君は僕の運命』終映の後、フロリストになるためにイギリス留学を選択。イギリスの有名フラワースクールMcQueensでフロリスト正規過程を履修した。また、日本で世界的な花匠の佐々木直喜にフラワーアートの師事を受けた。最近フロリストとしてドネーションプログラムに参加して、直接製作した作品の販売収益金全額を国際キア・疾病・文盲器具である社団法であるJTS(Join Together Society)に寄付した。フロリストとしてパーティーやウエディング、放送、雑誌などのフラワースタイリングを演出して、フラワーコラムニストでも活動。

## 学歴
- 可楽高等学校
- 同徳女子大学校 放送演芸科

## 演技活動

### テレビドラマ
- オールイン 運命の愛（2003年、SBS） - カジノ ディーラー 役
- 妻の反乱（2004年、SBS） - ジュンギの弟子 役
- ひとりじゃない（2004年、SBS） - 新入記者 ヒョンジュ 役
- ウエディング（2005年、KBS2） - オ・スジ 役
- 花いちもんめ（2007年、KBS2） - オ・ナムギョン 役
- 黄金の新婦（2007年-2008年、SBS） - チャ・インギョン 役
- 君は僕の運命（2008年-2009年、KBS1） - キム・スビン 役
- 愛の贈り物（2012年、SBS） - ハン・スイン 役
- ファミリー（2012年-2013年、KBS2） - イ・ヒジェ 役
- 私たち、恋してる（2014年、JTBC） - シン・ユナ 役
- ホテルキング（2014年、MBC） - チャ・スアン 役
- 純情に惚れる （2015年、JTBC） - ハン・ジヒョン 役
- 愛はぽろぽろ（2016年-2017年、SBS） - ハン・チェリン 役
- 優雅な一族（2019年、MBN） - ペク・スジン 役
- 復讐せよ（2020年-2021年、TV朝鮮） - チョン・ジュヨン 役
- ハイクラス（2021年、tvN） - チャ・ドヨン 役